# Santa Cruz (Davao del Sur)
Santa Cruz ist eine philippinische Stadtgemeinde in der Provinz Davao del Sur. Sie hat 90.987 Einwohner (Zensus 1. August 2015).
Die Stadtgemeinde Santa Cruz gehört zur Metropolregion Metro Davao. Teile der Gemeinde liegen im Mount Apo Natural Park.

## Baranggays
Santa Cruz ist politisch in 18 Baranggays unterteilt.
| - Astorga - Bato - Coronon - Darong - Inawayan - Jose Rizal - Matutungan - Melilia - Zone I (Pob.) | - Saliducon - Sibulan - Sinoron - Tagabuli - Tibolo - Tuban - Zone II (Pob.) - Zone III (Pob.) - Zone IV (Pob.) |

## Persönlichkeiten
- Nesthy Petecio (* 1992), Boxerin